# IC 3029
IC 3029 — галактика типу SBc () у сузір'ї Волосся Вероніки.
Цей об'єкт міститься в оригінальній редакції індексного каталогу.